# جوناس يانسن
جوناس يانسن هو نقابي نرويجي، ولد في 19 سبتمبر 1900، وتوفي في 26 أكتوبر 1975.